# طاحونة القمامة

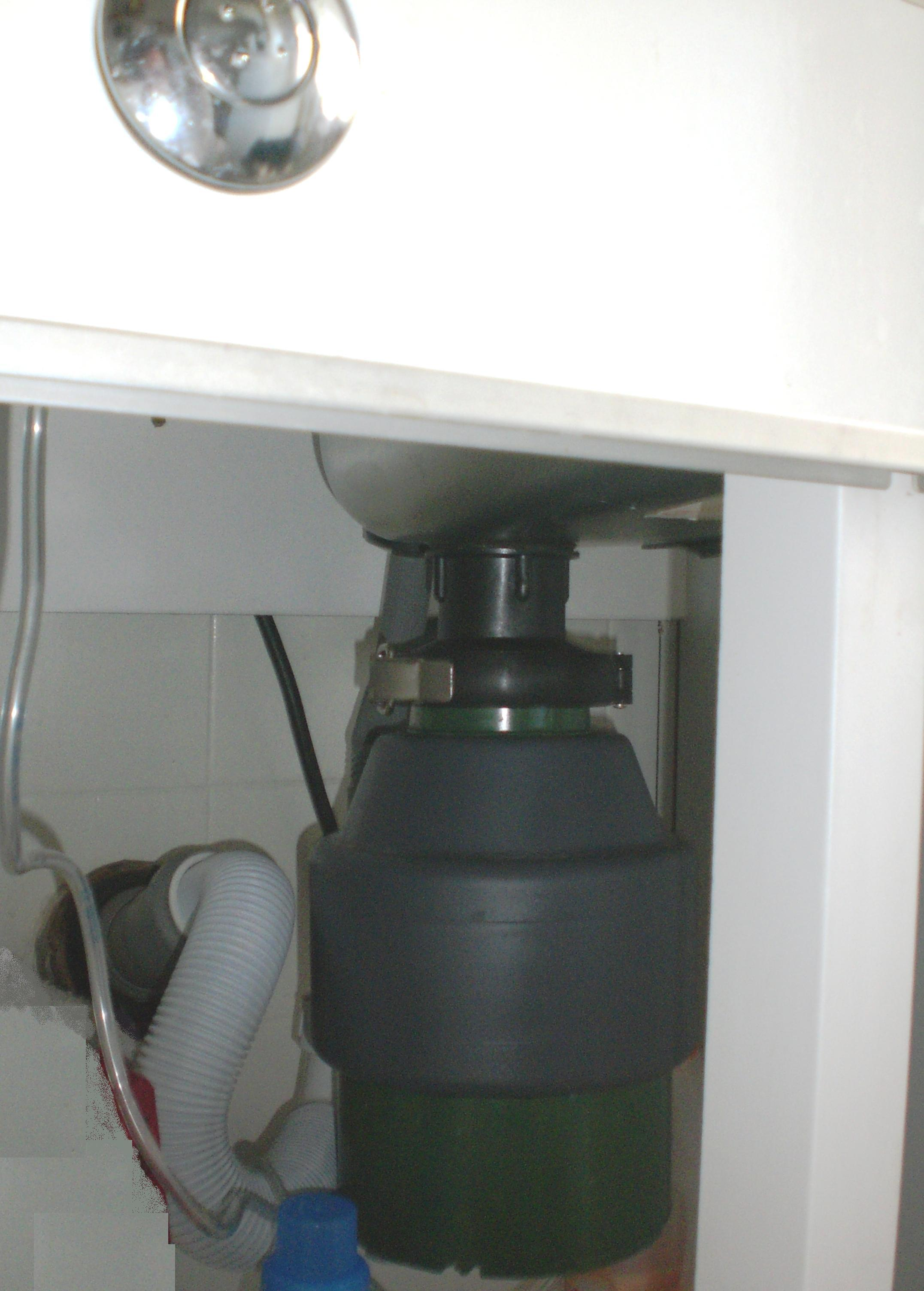
طاحونة قمامة مثبتة تحت بالوعة المطبخ

طاحونة القمامة أو مُتلفة النفايات (معروفة أيضاً باسم وحدة التخلص من النفايات)، هي آلة عادة ما تعمل بالطاقة الكهربائية يتم تركيبها تحت بالوعة المطبخ بين المصارف. تقوم بطحن فضلات الطعام إلى قطع صغيرة -أقل من 2 مليمتر (0.079 بوصة)- ليتم تمريرها من خلال السباكة.

## التاريخ
اُخترعت في عام 1927 من قبل جون دبليو هامز، وهو مهندس معماري يعمل في راسين، ويسكونسن. تقدم بطلب للحصول على براءة اختراع في عام 1933 وتم إصدارها في عام 1935. وضعت شركة InSinkErator اختراعه في السوق عام 1940.[بحاجة لمصدر]
في العديد من مدن الولايات المتحدة في ثلاثينيات وأربعينيات القرن العشرين، كان لنظام الصرف الصحي البلدي لوائح تحظر وضع نفايات الطعام (القمامة) في النظام. قضت شركة InSinkErator جهودًا كبيرة، وكانت ناجحًة للغاية في إقناع العديد من المواقع المحلية بإلغاء هذه المحظورات.

## تبني
في الولايات المتحدة، كان لدى حوالي 50٪ من المنازل طواحين قمامة اعتبارا من عام 2009، بالمقارنة مع 6٪ فقط في المملكة المتحدة و3٪ في كندا.
في السويد، تشجع بعض البلديات على تثبيت طواحين القمامة من أجل زيادة إنتاج الغاز الحيوي. تدعم بعض السلطات المحلية في بريطانيا شراء وحدات التخلص من القمامة من أجل تقليل كمية النفايات التي تذهب إلى المكب.